# Шарафиддинов, Озод Обидович
Озод Обидович Шарафиддинов (узб. Ozod Obidovich Sharafiddinov; 1 марта 1929 года, Ташкент — 2005 год) — узбекский ученый, профессор, публицист, переводчик, главный редактор журнала «Жахон адабиети». В 2002 году награждён званием Герой Узбекистана.

## Биография
Озод Шарафиддинов родился 1 марта 1929 году в городе Ташкент. В 1951 году окончил филологический факультет Среднеазиатского государственного университета (ныне Национальный университет Узбекистана), а затем обучался в аспирантуре Института мировой литературы имени Горького в Москве, где успешно защитил кандидатскую диссертацию.
Озод Шарафиддинов в 60-х годах прошлого столетия вошел в литературу с новым взглядом. В частности это его статьи в журнале, посвященные проблемам художественной литературы, а также книга «Время, душа, поэзия». В 1996—1997 годах работал заместителем главного редактора журнала «Тафаккур», с 1997 года до конца жизни — главным редактором журнала «Жахон адабиёти». За этот период он проявил себя как мудрый руководитель и талантливый переводчик, на страницах журнала публиковались уникальные произведения мировой литературы в его переводе.
Помимо этого он был профессор, который на протяжении сорока лет трудился в Националльном университете Узбекистана. Он также занимался переводом мировых классиков. В частности он перевёл на узбекский язык «Исповедь» Льва Толстого, «Алхимик» Пауло Коэльо, «Остановите самолёт — я слезу» Эфраима Севелы.
Озод Шарафиддинов активно занимался творчеством. Несмотря на тяжелую болезнь, написал такие замечательные произведения, как «Борцы за независимость», «Осознание Чулпана», «Раздумья на перевале», «Президент», «Счастье познания творчества».
В 2005 году на 76-м году жизни, после продолжительной болезни Озод Шарафиддинов скончался.

## Награды
Большие заслуги Озода Шарафиддинова были достойно отмечены государственными наградами. Он был удостоен званий «Герой Узбекистана», «Заслуженный деятель науки Узбекистана», награждён орденами «Мехнат шухрати», «Буюк хизматлари учун», лауреат государственной премии имени Беруни.